# Epidemic
Epidemic is een experimentele drama/horrorfilm uit 1987 onder regie van Lars von Trier, met in de hoofdrollen Von Trier zelf en Niels Vørsel, en beschrijft de laatste vijf dagen van het leven van twee filmscriptschrijvers, Lars en Niels. Het thema van de film is idealisme en de vernietigende consequenties daarvan, een thema dat terugkomt in Von Triers latere film Manderlay. De film behoort tot Von Triers Europa-trilogie, films die Europa tot onderwerp hebben, voorafgegaan door The Element of Crime en opgevolgd door Europa. De film is geschoten in zwart-wit, maar gedurende bijna de gehele film is de tekst "EPIDEMIC" in rood zichtbaar in de linkerbovenhoek; muziek uit Richard Wagners opera Tannhäuser ondersteunt het verhaal. Sommige scènes zijn Deens, andere Engels gesproken.
De Deense filmhistoricus Peter Schepelern stelde dat Epidemic geen echt goede film is, eerder een academische film, maar wel een noodzakelijke, omdat het vooruitloopt op de latere grote werken van Von Trier. Als voorbeeld noemde Schepelern de ziekenhuisscènes in deze film als voorafschaduwing van Von Triers latere Riget-serie.
De aanleiding voor de film was de toen pas uitgebroken Aids-epidemie. Von Trier had filmconsulent Claes Kastholm Hansen van Det Danske Filminstitut gezegd dat hij de speelfilm Epidemic kon maken voor het lage bedrag van 1 miljoen Deense kronen. Hansen, die dat niet zo geloofde, ging hier wel mee akkoord, maar sloot tevens een weddenschap af met Von Trier dat hij het budget zou overschrijden. De film kostte uiteindelijk 1,070,000 kronen. Hansen speelt ook een rol in deze film, als zichzelf, maar kreeg geen script en moest zijn tekst improviseren.

## Verhaal
Twee scriptschrijvers, Lars en Niels, raken hun enige kopie van een filmscript kwijt, Kommisæren og Luderen (De Smeris en de Hoer, een verwijzing naar Von Triers film The Element of Crime). Ze beginnen aan een nieuw script, Epidemic. De hoofdpersoon is een idealistische epidemioloog genaamd Mesmer, die, tegen de wil van de geneeskundige faculteit van een ziekenhuis waar hij onderzoek verricht, naar het platteland trekt om daar de mensen te helpen. De gebeurtenissen, beschreven in het script, gaan steeds meer overeenkomsten vertonen met wat er verder werkelijk gebeurt met de twee scriptschrijvers. Ze gaan naar Duitsland, ontmoeten daar Udo Kier, die hen de herinneringen van zijn moeder aan een bombardement met fosforbommen op Keulen tijdens de Tweede Wereldoorlog beschrijft. Na deze reis moet Niels voor een kleine chirurgische ingreep naar het ziekenhuis. Hij vraagt daar Lars, die hem opzoekt, om de patholoog Palle op te zoeken als adviseur voor hun script. Met tegenzin gaat Lars naar de kelders van het ziekenhuis, waar hij Palle ontmoet; Lars is dan getuige van een autopsie op een man die overleden is aan een onbekende ziekte. Tijdens een diner beschrijven ze filmconsulent Claes het einde van hun script: dokter Mesmer, onwetend dat hij al geïnfecteerd is, besmet onbedoeld de plattelandsbevolking. Claes is ontevreden met het script; het is te kort, er zit geen geweld in, te weinig doden en het einde is pathetisch. Er wordt de hulp ingeroepen van een hypnotiseur en een medium, om op bovennatuurlijke wijze het script te helpen verbeteren. Onder hypnose gebracht krijgt de vrouw echter zulke afschrikwekkende toekomstbeelden te zien dat ze zelfmoord pleegt; op dat moment openbaren zich de eerste symptomen van de ziekte bij de andere aanwezigen.
Tijdens de aftiteling klinkt het poplied Epidemic We All Fall Down, voor de film geschreven door Peter Bach en gezongen door Pia Cohn, met de melodie gebaseerd op de ouverture van Wagners Tannhäuser.

## Rolverdeling
| Acteur                 | Personage                   |
| ---------------------- | --------------------------- |
| Lars von Trier         | zichzelf en dr. Mesmer      |
| Niels Vørsel           | zichzelf, scriptschrijver   |
| Michael Simpson        | de chauffeur en de priester |
| Udo Kier               | zichzelf                    |
| Jørgen Christian Krüff | de wijnadviseur             |
| Claes Kastholm Hansen  | de filmconsulent            |
| Svend Ali Hamann       | de hypnotiseur              |
| Gitte Lind             | Gitte, het medium           |
| Allan De Waal          |                             |
| Ole Ernst              |                             |
| Michael Gelting        |                             |
| Colin Gilder           |                             |
| Ib Hansen              |                             |
| Anja Hemmingsen        |                             |
| Kirsten Hemmingsen     |                             |
| Cæcilia Holbek         |                             |
| Gert Holbek            |                             |
| Jan Kornum Larsen      |                             |